# Pauleo jubatus
Pauleo jubatus Millen & Hamann, 1992 è un mollusco nudibranchio della famiglia Facelinidae. È l'unica specie nota del genere Pauleo.